# Finch (métro de Toronto)
Finch est une station terminus de la ligne 1 Yonge-University du métro, de la ville de Toronto en Ontario au Canada. Elle est située sous la Yonge street au nord de la Finch Avenue (en), entre East et West. La station sert de porte d'entrée à des milliers de passagers en provenance des banlieues nord-est et nord-ouest de Toronto et du sud de la région d'York. Il s'agit d'une plaque tournante importante qui relie le métro aux autobus de la TTC, de GO Transit, et de York Region Transit (YRT).

## Situation sur le réseau
Établie en souterrain, la station Finch de la ligne 1 Yonge-University, précède la station North York Centre, en direction du terminus Vaughan Metropolitan Centre, et elle est le terminus de l'autre extrémité de la ligne.

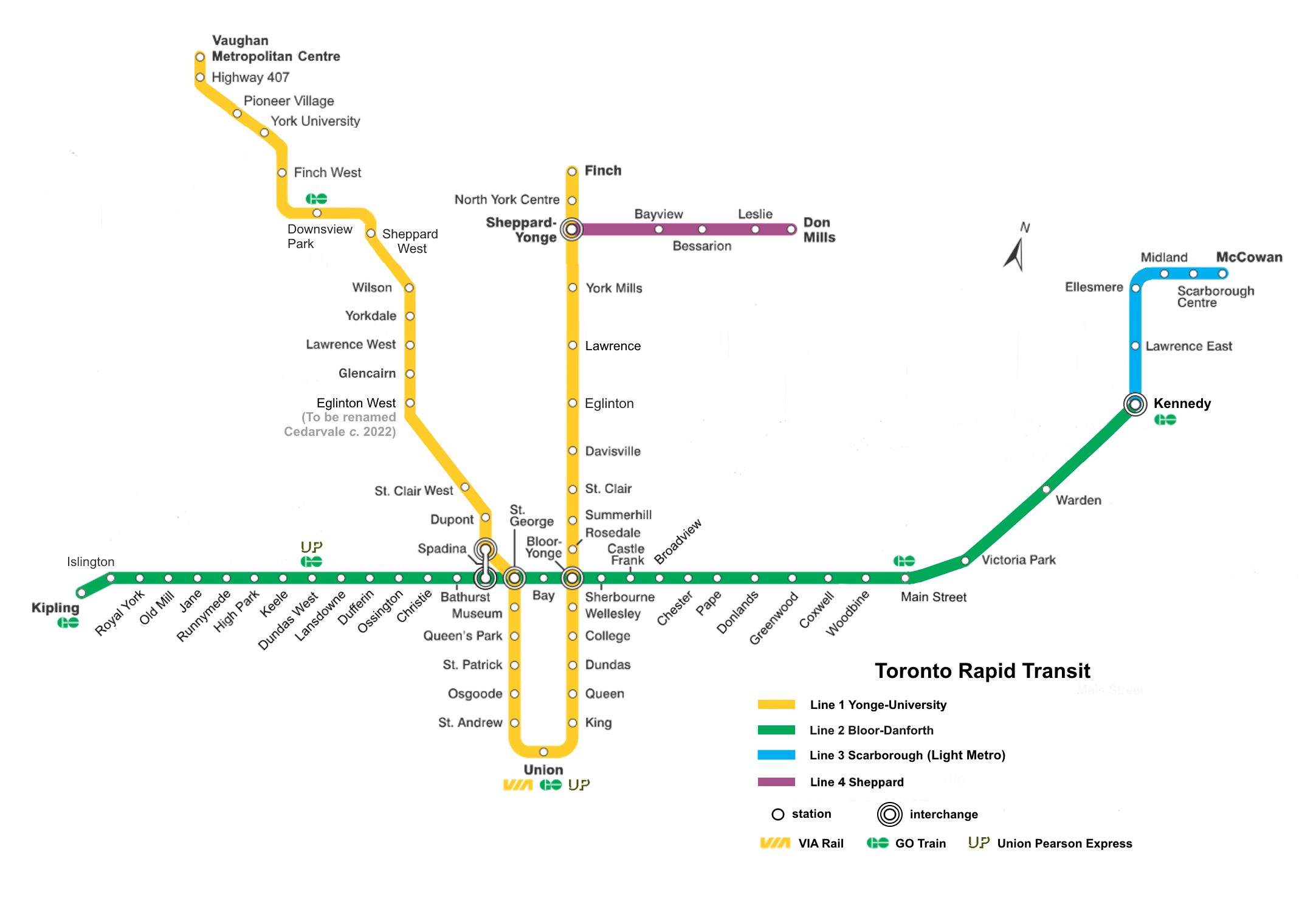
Plan du métro de Toronto (2018).

## Histoire

### Premières années
La station se trouve au nord et à l'ouest de l'intersection Yonge et Finch, dans l'ancien village de Newtonbrook. Ce village s'est établi au début du XIXe siècle le long de l'ancienne route militaire de la rue Yonge. La présence de la rivière Don à proximité de cet endroit a permis la construction de minoteries, et la circulation sur la rue Yonge a rapidement été desservie par des auberges et des magasins.
L'une de ces auberges, fondée en 1848, était une structure de deux étages située à l'angle de l'actuelle intersection Yonge et Finch et appartenant à un certain John Finch. L'hôtel Finch a donné le nom de l'avenue Finch à la rue transversale, bien qu'elle ait été souvent appelée « Finch's » jusqu'au 20e siècle, comme on peut le voir sur les panneaux de signalisation des voitures faisant un trajet raccourci pour le North Yonge Railway. Newtonbrook s'est développé comme un village autonome jusqu'au 20e siècle, faisant partie d'une série de villages et de villes qui ont vu le jour le long de la rue Yonge lorsque le service interurbain s'est étendu jusqu'à Sutton au nord.
Dans les années 1950, cependant, l'étalement urbain de Toronto a pris le pas sur ces établissements, qui sont devenus des centres commerciaux pour des quartiers de banlieue en plein essor. Dans les années 1960, ce secteur n'était plus qu'un quartier parmi d'autres de l'arrondissement North York, en pleine expansion, lorsque la Communauté urbaine de Toronto a envisagé de prolongé le métro sur Yonge au nord d'Eglinton,.
En juin 1961, les planificateurs de la TTC et de la ville ont publié une étude suggérant que le métro pourrait être prolongé vers le nord en deux phases, avec le début de la construction d'un prolongement jusqu'à l'avenue Sheppard en 1970, suivi de la construction d'un prolongement jusqu'à l'avenue Steeles, la limite municipale, en 1980. Une autre étude, réalisée en 1964, suggère que le métro Yonge devrait s'arrêter à l'avenue Sheppard, et minimise l'importance d'un prolongement jusqu'à Steeles, suggérant que les réseaux d'égoûts et d'eau des cantons de Markham et de Vaughan ne sont pas équipés pour gérer le développement qu'un tel prolongement stimulerait. La ville a approuvé le prolongement du métro Yonge jusqu'à Sheppard en 1967. L'approbation de la Commission municipale de l'Ontario a suivi peu après, et la construction du projet a débuté le 3 octobre 1968.
Le 17 octobre 1969, le conseil métropolitain a approuvé un nouveau prolongement du métro Yonge, de Sheppard à Finch. Ce projet de 37,5 millions de dollars est motivé par des préoccupations concernant l'emplacement du stationnement à la station Sheppard. Il n'y avait tout simplement pas assez de terrain pour répondre à la demande, et le conseil municipal de North York souhaitait aménager cette intersection dans le cadre de son projet de centre-ville. Au lieu de cela, la présence d'une emprise d'Hydro qui s'étend d'est en ouest au nord de l'avenue Finch offrait la promesse d'un vaste espace pour de grands terrains de stationnement qui pourraient desservir cette station, attirant aussi de nombreux automobilistes de la banlieue nord de Toronto. La construction a commencé peu après en utilisant la technique de tranchée couverte, et après quelques retards dus à des conflits du travail et à une construction compliquée, la station a été ouverte au public le 30 mars 1974.
La station a ouvert ses portes avec 800 places de stationnement pour ses usagers. Aujourd'hui, la station compte 3 258 places, dont 31 places accessibles. La station a été la première à Toronto à construire un débarcadère, qui a été incorporé dans des stations ultérieures telles que Kipling et Kennedy. Cette conception a été choisie pour tenter de réduire les congestions aux débarcadères des stations Islington et Warden.

### Zones tarifaires
Le travail de conception de la station Finch a été facilement intégré à la planification des autres stations du prolongement de métro. À l'époque, la Commission appliquait un système de tarification à deux zones. Les passagers de la banlieue de la communauté urbaine de Toronto devaient payer un tarif supplémentaire lorsqu'ils franchissaient la limite de la zone entournant la ville de Toronto et les quartiers de la banlieue intérieure. Sur la rue Yonge, cette limite tarifaire se trouvait à la boucle de Glen Echo près du boulevard Yonge. Lorsque le métro Bloor-Danforth a été prolongé jusqu'à Islington et Warden, ces stations se trouvaient sur la deuxième zone tarifaire. Pour éviter les complications liées à la tarification dans le métro, la Commission a décidé de maintenir le métro de Toronto dans la première zone et de faire en sorte que les passagers des banlieues paient leur tarif supplémentaire lorsqu'ils passent de l'autobus au métro et vice-versa dans les stations de banlieue.
Les stations York Mills, Sheppard et Finch ont été conçues à l'époque où le système de tarification à deux zones était encore en vigueur, ce qui signifie que les terminaux de bus se trouvaient à l'extérieur de la zone payante des stations, et que de longs couloirs reliaient ces terminaux et les sorties associées aux guichets à l'intérieur de la station. Ces zones tarifaires ont été abolies en 1972, ce qui signifie qu'il était désormais très avantageux de placer les terminaux d'autobus dans la zone payante, ce qui permettrait des correspondances rapides entre les autobus et le métro. Des portillons automatiques ont été installés dans les cages d'escalier menant au couloir principal reliant le terminus d'autobus à la mezzanine, et une longue barrière a été construite au milieu de la mezzanine.

## Services aux voyageurs

### Accès et accueil
La station Finch dispose de sept entrées, dont trois accessibles.
- L'entrée de Yonge et Finch est située sur la rue et consistent en deux escaliers de trottoir donnant accès à la mezzanine.
- L'entrée du débarcadère est situé à l'angle de la rue Yonge et l'avenue Hendon, et se composent d'un ascenseur extérieur, d'un escalier de trottoir et d'un escalier de la salle d'attente fermée non accessible, chacun donnant accès à la mezzanine.
- L'entrée du terminus d'autobus régionaux est située à l'angle de la rue Yonge et de l'avenue Bishop. L'accès à la mezzanine se fait par un ascenseur extérieur, un escalier mécanique à l'intérieur du bâtiment ou un escalier de trottoir.
- L'entrée du North American Centre est située au 5700, rue Yonge, près de l'avenue Hendon. L'accès à la mezzanine se fait par une plateforme élévatrice ou par des escaliers depuis le niveau inférieur du North American Centre.
- L'entrée du 5775/5765 Yonge est située près de l'avenue Bishop. L'accès à la mezzanine se fait par des escaliers ou un escalier mécanique à l'intérieur du 5775, rue Yonge, ou par un escalier fermé au 5765, rue Yonge.
- L'entrée de l'avenue Pemberton est située près de l'avenue Kenneth. Des escaliers et des portillons mènent directement au terminus d'autobus de la TTC.
- L'entrée de la rue Yonge est située près de l'avenue Finch, et des escaliers et des portillons mènent directement au terminus d'autobus de la TTC[11].

La station comporte quatre étages. Le niveau de la rue comporte des entrées, des ascenseurs, des escaliers mécaniques et des escaliers pour accéder au niveau du hall ou le niveau du hall d'autobus. Les quais d'autobus ne sont accessibles que par le niveau du hall d'autobus. Le niveau de la rue comprend également les ascenseurs, les escaliers mécaniques et les escaliers réguliers menant des quais d'autobus au niveau du hall d'autobus. Un des quais d'autobus partage l'arrêt avec Wheel-Trans, un service de transport adapté à Toronto.
Le niveau du hall d'autobus est comprend d'un ascenseur, d'un escalier mécanique et d'un escalier fixe permettant d'accéder aux quais d'autobus. Il dispose également d'un escalier mécanique et d'un escalier fixe vers la rue Yonge, ainsi que d'un escalier à l'avenue Pemberton. Il a également un ascenseur, des escaliers fixe et mécanique vers le niveau du hall.
Au niveau du hall, on trouve un agent de station et des portillons d'accès. Il dispose d'un ascenseur, des escaliers fixe et mécanique vers le niveau de la rue, d'un ascenseur et d'un escalier vers la débarcadère accessible, d'un escalier fixe vers la débarcadère non accessible, et d'un ascenseur, des escaliers mécanique et fixe vers le terminus d'autobus régionaux de GO Transit et de York Region Transit.
Au niveau des quais, le métro circule en direction du sud, et un ascenseur, des escaliers mécanique et fixe permettent d'accéder au niveau du hall.
La station dispose d'une borne de réparation de vélos en libre-service, des stationnements incitatifs, d'une consigne à vélos, des débarcadères, de toilettes et de Wi-Fi. Le stationnement Finch Est est situé au 890, avenue Willowdale, et le stationnement Finch Ouest au 18, avenue Hendon. Le stationnement est payant de 5h à 2h du matin en semaine, gratuit en fin de semaine et les jours fériés. Le tarif journalier est de 5 $ entre 5h et 2h. Le tarif de l'après-midi et de la soirée est de 2 $ entre 15h et 2h du matin. Le paiement peut être effectué par pièces de monnaie ou par carte de crédit. Le stationnement est compte 1 675 places de stationnement et 20 places accessibles. Celui d'ouest compte 1 552 places de stationnement et 11 places accessibles.

### Desserte
Finch est desservie par les rames de la ligne 1 Yonge-University. Le premier train part de la station Finch à 5h31 en semaine, à 5h42 le samedi et les jours fériés, et à 7h54 le dimanche, en direction de Vaughan. Le dernier train en direction de Vaughan quitte la station à 1h20 tous les jours. Le dernier train arrive à la station vers 2h20.

### Intermodalité
Lorsque le métro est fermé, les autobus de la TTC n'entrent pas dans le terminus de la TTC et une correspondance dans la rue est nécessaire. Les lignes de la TTC qui desservent cette station sont les suivantes :
| Ligne | Nom                  | Notes |
| ----- | -------------------- | --- |
| 36A   | Finch West           | Direction ouest vers la station Finch West |
| 36B   | Finch West           | Direction ouest vers le boulevard Humberwood via la station Finch West |
| 39A   | Finch East           | Direction est vers le chemin Neilson |
| 39B   | Finch East           | Direction est vers l'avenue Old Finch et le sentier Morningview |
| 39C   | Finch East           | Direction est vers l'avenue Victoria Park et le chemin Gordon Baker (service de pointe)                                                                                            |
| 42A   | Cummer               | Direction est vers le chemin Middlefield et la route Dynamic |
| 42C   | Cummer               | Direction est vers l'avenue Victoria Park |
| 53A   | Steeles East         | Direction est vers le chemin Staines |
| 53B   | Steeles East         | Direction est vers le chemin Markham |
| 60A   | Steeles West         | Direction ouest vers la station Pioneer Village |
| 60B   | Steeles West         | Direction ouest vers le chemin Martin Grove via la station Pioneer Village |
| 60D   | Steeles West         | Direction ouest vers la route 27 via la station Pioneer Village |
| 97B   | Yonge                | Direction nord vers l'avenue Steeles, direction sud vers Queens Quay via le boulevard Yonge (Correspondre vers le bus en direction sud à l'arrêt situé sur la rue Yonge)           |
| 97C   | Yonge                | Direction nord vers l'avenue Steeles, direction sud vers Queens Quay (Correspondre vers le bus en direction sud à l'arrêt situé sur la rue Yonge)                                  |
| 97D   | Yonge                | Direction nord vers l'avenue Steeles, direction sud vers la station Davisville (Correspondre vers le bus en direction sud à l'arrêt situé sur la rue Yonge)                        |
| 97F   | Yonge                | Direction nord vers l'avenue Steeles, direction sud vers la station Davisville via le boulevard Yonge (Correspondre vers le bus en direction sud à l'arrêt situé sur la rue Yonge) |
| 125   | Drewry               | Direction ouest vers la rue Bathurst (Torresdale) |
| 939A  | Finch Express        | Direction est vers la station Scarborough Centre |
| 939B  | Finch Express        | Direction ouest vers la station Finch West |
| 939C  | Finch Express        | Direction est vers Morningside Heights (service de pointe) |
| 953A  | Steeles East Express | Direction est vers le chemin Staines |
| 953B  | Steeles East Express | Direction est vers le chemin Markham (service de pointe) |
| 960B  | Steeles West Express | Direction ouest vers le chemin Martin Grove via la station Pioneer Village |
| 960D  | Steeles West Express | Direction ouest vers la route 27 via la station Pioneer Village |
| 320   | Yonge                | Autobus de nuit. Direction nord vers l'avenue Steeles, direction sud vers Queens Quay (Arrêts situés sur la rue Yonge)                                                             |
| 336   | Finch West           | Autobus de nuit. Direction ouest vers l'Hippodrome de Woodbine via le collège Humber (Arrêt situé sur l'avenue Finch)                                                              |
| 339   | Finch East           | Autobus de nuit. Direction est vers le chemin Markham (Arrêt situé sur l'avenue Finch)                                                                                             |

Les autobus de York Region Transit (YRT) et de GO Transit peuvent être empruntés au terminus régional situé au 5697, rue Yonge, au coin nord-est de l'avenue Bishop. Les lignes de York Region Transit qui desservent ce terminus sont suivantes :
| Ligne  | Nom                        | Quai | Notes |
| ------ | -------------------------- | ---- | --- |
| 2      | Milliken                   | 12   | Direction est vers les chemins Denison et Markham Direction est vers le terminus Cornell (en fin de semaine seulement) |
| 5      | Clark                      | 14   | Direction ouest vers la rue Dufferin                                                                                   |
| 23     | Thornhill Woods            | 16   | Direction nord vers le chemin Teston et Via Romano                                                                     |
| 77     | Highway 7                  | 10   | Direction ouest vers la rue Queen et la route 50                                                                       |
| 88     | Bathurst                   | 15   | Direction nord vers le campus King du Collège Seneca                                                                   |
| 91/91A | Bayview                    | 3    | Direction nord vers la route Major Mackenzie                                                                           |
| 98E    | Yonge Limited Express      | 3    | Direction nord vers le terminus Newmarket                                                                              |
| 98     | Yonge                      | 8    | Direction nord vers le terminus Newmarket                                                                              |
| 99     | Yonge                      | 8    | Direction nord vers le terminus Newmarket                                                                              |
| 300    | Business Express           | 11   | Direction est vers les chemins Clegg et Rodick, via le campus Markham du Collège Seneca                                |
| 301    | Marhkam Express            | 11   | Direction est vers la gare de Mount Joy via la gare de Markham                                                         |
| 302    | Unionville Express         | 11   | Direction nord vers l'avenue Warden et le chemin Baycliffe                                                             |
| 303    | Bur Oak Express            | 11   | Direction est vers la gare de Mount Joy via l'hôpital Markham-Stouffville                                              |
| 304    | Mount Joy Express          | 11   | Direction est vers la gare de Mount Joy via le centre commercial Markville                                             |
| 305    | Box Grove Express          | 11   | Direction est vers le chemin Markham et l'autoroute 407 via Donald Cousens Parkway                                     |
| 760    | Vaughan Mills / Wonderland | 16   | Direction nord vers Canada's Wonderland via le terminus Richmond Hill Centre et le centre commercial Vaughan Mills     |

Les lignes de GO Transit qui desservent le terminus régional sont suivantes :

## Art public

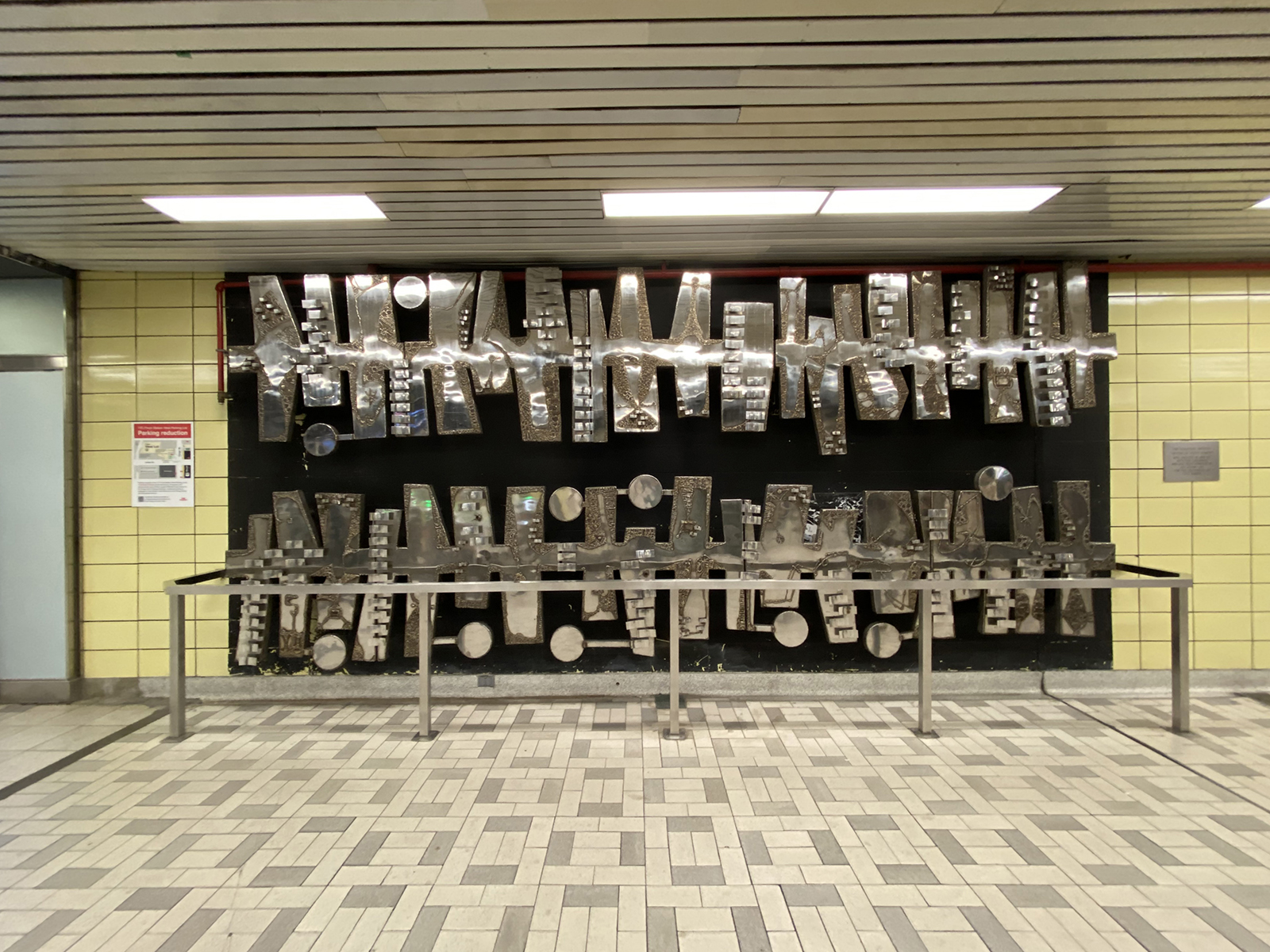
Rhythm of Exotic Plants par Krystyna Sadowska

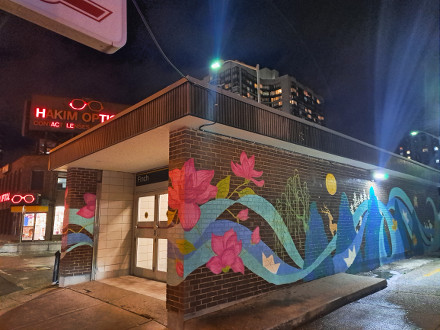
Crossroads par Kseniya Tsoy

La sculpture de Krystyna Sadowska, « Rhythm of Exotic Plants » (Rhythme des plantes exotiques) est exposée dans le hall inférieur, à l'extérieur de la zone de paiement. Une plaque en acier inoxydable célébrant l'ouverture de la station se trouve également dans le hall inférieur. Une plaque plus petite se trouve sur le quai du métro.
Depuis l'année 2023, une peinture murale de Kseniya Tsoy, « Crossroads » (Croisement), figure à l'extérieur de l'entrée entre les avenues Finch et Bishop.

## Prolongement
La station est le terminus nord du métro Yonge depuis 1974. Les propositions de prolongement du métro au nord de Finch sont restées lettre morte jusqu'à la fin des années 1990. Puis, à la veille des élections de 1999, le maire de Toronto, Mel Lastman, a demandé à la Commission d'étudier les possibilités de prolongement du métro, au cas où le gouvernement provincial de Mike Harris déciderait de dépenser de l'argent pour un tel projet en guise de promesse électoral. Le prolongement du métro Yonge jusqu'à l'avenue Steeles et au-delà jusqu'au boulevard Clark a été souvent évoqué dans les médias. Cependant, aucun financement ne s'est concrétisé.
Entre-temps, la région d'York a fusionné les agences de transport de ses municipalités pour former la York Region Transit. L'agence a entrepris de construire un système rapide par bus appelé Viva, dont un grand nombre de bus convergent vers la station Finch via le terminus de transport régional. Les nombreux autobus empruntant la rue Yonge pour accéder à Finch ont créé d'importantes congestions au nord de la station. Des propositions ont donc été formulées pour créer des voies réservées aux autobus au milieu de la rue Yonge, qui pourraient s'étendre jusqu'à Richmond Hill dans le nord.
Cependant, la région d'York souhaitait toujours desservir la rue Yonge au sud de Richmond Hill par métro. En juillet 2007, dans le cadre de la proposition « MoveOntario 2020 », le gouvernement de l'Ontario a apporté son soutien au prolongement du métro Yonge jusqu'à la limite de Richmond Hill à Langstaff, et les propositions de voies réservées ont été discrètement abandonnées pour la rue Yonge. Bien qu'il s'agisse officiellement d'une priorité, la proposition de prolongement n'a jamais porté fruit, en raison des préoccupations liées à la saturation plus au sud de la ligne.
En juin 2016, le gouvernement provincial a accordé 55 millions de dollars à Metrolinx pour qu'elle travaille avec la Commission et la région d'York sur un plan détaillé pour le prolongement du métro.
En mai 2017, le maire de Toronto, John Tory, s'est prononcé contre le prolongement du métro Yonge, à moins qu'il n'y ait un engagement de financement pour désengorger la ligne Yonge. La version de la « Relief Line » de Ford a été annoncée en avril 2019, lors de la présentation de la ligne Ontario. En mars 2021, Metrolinx avait réduit la portée du projet afin d'en réduire le coût estimé de 9,3 milliards de dollars à 5,6 milliards de dollars. Le nombre de stations a été réduit de six stations souterraines à deux stations souterraines plus deux stations de surface.
Le 27 avril 2023, Infrastructure Ontario et Metrolinx ont lancé un appel d'offres pour le contrat du tunnel avancé, marquant ainsi la première phase de la passation des marchés pour le prolongement du métro. Le contrat comprend -la conception et la construction d'un tunnel de 6,3 kilomètres entre la station Finch et le sud de l'autoroute 407 -la conception et la construction de puis de lancement et d'extraction, de tunnels et de puits de tête -la conception, l'approvisionnement et la fourniture de tunneliers et de segments de revêtement de tunnel, le renforcement lié au creusement du tunnel sous et à côté des voies ferrées du CN et du réseau d'égoûts, ainsi que la séparation des rails.

## À proximité
- Plaza Newtonbrook
- Xerox Tower
  - Régime de retraite des enseignantes et des enseignants de l'Ontario
- Terminus d'autobus régionaux Finch
- Collège Anderson de la santé, des affaires et de la technologie
- École secondaire Daryk
- École catholique Saint-Cyril
- Koreatown North (quartier coréen dans le secteur de Willowdale)[17]